# Портер (Міннесота)
Портер (англ. Porter) — місто (англ. city) в США, в окрузі Єллоу-Медісін штату Міннесота. Населення — 166 осіб (2020).

## Географія
Портер розташований за координатами 44°38′29″ пн. ш. 96°10′12″ зх. д. / 44.64139° пн. ш. 96.17000° зх. д. (44.641399, -96.169869).  За даними Бюро перепису населення США в 2010 році місто мало площу 5,93 км², з яких 5,92 км² — суходіл та 0,01 км² — водойми.

## Демографія
Згідно з переписом 2010 року, у місті мешкали 183 особи в 86 домогосподарствах у складі 47 родин. Густота населення становила 31 особа/км².  Було 97 помешкань (16/км²).
Расовий склад населення:
| - 99,5 % — білих - 0,5 % — азіатів |

До двох чи більше рас належало 0,0 %. Частка іспаномовних становила 1,1 % від усіх жителів.
За віковим діапазоном населення розподілялося таким чином: 21,9 % — особи молодші 18 років, 63,9 % — особи у віці 18—64 років, 14,2 % — особи у віці 65 років та старші. Медіана віку мешканця становила 39,8 року. На 100 осіб жіночої статі у місті припадало 103,3 чоловіків;  на 100 жінок у віці від 18 років та старших — 98,6 чоловіків також старших 18 років.
Середній дохід на одне домашнє господарство  становив 68 535 доларів США (медіана — 57 500), а середній дохід на одну сім'ю — 80 848 доларів (медіана — 59 500). Медіана доходів становила 42 083 долари для чоловіків та 30 000 доларів для жінок. За межею бідності перебувало 10,4 % осіб, у тому числі 6,5 % дітей у віці до 18 років та 8,8 % осіб у віці 65 років та старших.
Цивільне працевлаштоване населення становило 103 особи. Основні галузі зайнятості: роздрібна торгівля — 15,5 %, освіта, охорона здоров'я та соціальна допомога — 14,6 %, виробництво — 13,6 %.